# Culebras (distrito)
O Distrito peruano de Culebras é um dos cinco distritos que formam a Província de Huarmey, situada no Ancash, pertencente a Região Ancash, Peru.

## Transporte
O distrito de Culebras é servido pela seguinte rodovia:
- PE-1N, que liga o distrito de Aguas Verdes (Região de Tumbes) - Ponte Huaquillas/Aguas Verdes (Fronteira Equador-Peru) - e a rodovia equatoriana E50 - à cidade de Lima (Província de Lima) [2][3][4]